# Szarvaskend
Szarvaskend è un comune dell'Ungheria di 240 abitanti (dati 2001). È situato nella contea di Vas.